# Nicholas Haddock
Pour les articles homonymes, voir Haddock (homonymie).
Nicholas Haddock est un officier de marine et homme politique britannique, né en 1686 et mort le 26 septembre 1746.
Amiral de la Royal Navy, il est commandant en chef des forces navales britanniques en Méditerranée de 1738 à 1742. Sa réputation est ternie en 1740 lorsqu’il ne réussit pas à empêcher les flottes espagnole et française de se regrouper pour soutenir une invasion de l’Italie. Décrié publiquement, il doit démissionner de ses responsabilités navales et retourner en Angleterre, où il sombre dans une certaine mélancolie. Haddock ne revint jamais en mer.
À partir de 1734, il est aussi membre du Parlement pour la circonscription de Rochester, réservée à l’Amirauté. Il n’y a toutefois aucune trace de sa présence à la Chambre des communes du Parlement de Grande-Bretagne, ou d’un vote de sa part.

## Biographie
Nicolas Haddock est le second fils de l'admiral Sir Richard Haddock. Il se destine à la marine dès son plus jeune âge et se distingue pour la première fois à l'âge de 16 ans, alors qu'il est midshipman à la bataille navale de Vigo en 1702. Promu lieutenant, il sert devant Barcelone en 1706. 
Lors de la bataille du cap Passero en 1718, il est capitaine du HMS Grafton, 70 canons, et conduit l'attaque. En 1732, il est nommé commandant du Nore. Il est commandant en chef dans la Méditerranée de 1738 à 1742, et parvient à imposer un blocus sur les côtes espagnoles ainsi qu'à faire de précieuses prises dont deux galions, mais il échoue à contraindre la flotte espagnole au combat. Il est promu vice admiral en 1741 et admiral en 1744.
Haddock devient MP pour Rochester, une circonscription appartenant à l'Amirauté (appelée bourg pourri) confiée à des officiers supérieurs de la Royal Navy, de 1734 jusqu'à sa mort.
En 1723, Haddock fait l'acquisition d'une propriété, Wrotham Place dans le Kent où il meurt en 1746. Il laisse trois fils et une fille, parmi lesquels : 
- Nicholas (en) (1723-1781), son héritier, qui sera élu MP pour Rochester à sa suite ;
- Charles, qui hérite de Wrotham Place à la mort ds son frère Nicholas.